# 曹駿甫
曹骏甫（?—?），字学游，宜兴人。
宜兴县庠生。崇祯十四年三月曹骏甫得知徐霞客去世，前往马镇吊祭，顺便把《徐霞客游记》原稿借去誊录，成为《游记》原稿的第一抄本。第二年原搞归还徐家。顺治二年，清兵入江阴屠城，《游记》手稿部分焚于兵火。康熙二十三年（1684）徐霞客之子李寄从宜兴史夏隆处得「曹骏甫稿本」重校《徐霞客游记》，補得《滇游日记》前三篇。